# 烈愛風雲
是一部1998年改編自查爾斯·狄更斯同名小说的當代電影，由艾方索·柯朗執導，伊森·霍克、葛妮絲·派特洛、勞勃·狄尼洛、安妮·班克羅夫特和克里斯·庫柏主演。不同於原小說的故事背景設定在1812年至1827年倫敦，電影將場景搬至1990年代的紐約；男主人翁的名字從皮普改成了芬恩；哈維森小姐也被另外命名為諾拉·艾丝黛拉。電影獲得不錯的票房成績，但評價普遍不盡如人意。
電影中芬恩的畫作和各主要角色的肖像畫是義大利畫家弗朗切斯科·克萊門特的作品。

## 剧情
十岁的芬尼根·「芬恩」·貝爾是一名孤儿，由姐姐玛吉和她的男朋友乔抚养。在墨西哥灣沿岸的沙滩上玩耍时，他被一名逃犯制服。芬恩给他带来食物、酒和断线钳，帮助他解开腿上的铁链，却被挟持。逃犯逃往墨西哥途中，警方扣押了他的船只。逃犯藏在浮标上，警方将芬恩带回岸边。芬恩从新闻中得知，这名逃犯是越狱的黑帮死刑犯亚瑟·拉斯蒂格。
乔被叫去给佛罗里达最富有的女人诺拉·迪斯摩尔的豪宅“失乐园”做园艺。自从未婚夫多年前在婚礼当天抛弃她后，迪斯摩尔夫人一直隐居。芬恩陪同乔前往，遇到了迪斯摩尔夫人年轻美丽的侄女艾丝黛拉。迪斯摩尔夫人邀请芬恩再来与艾丝黛拉玩耍。首次拜访时，艾丝黛拉表现得很傲慢，但她的姑姑强迫她坐下来让芬恩即兴为她画像。迪斯摩尔夫人警告芬恩，他会爱上艾丝黛拉，并因此心碎。
几年过去，玛吉离家出走，乔独自抚养芬恩。芬恩每周六都会去“失乐园”，逐渐成长为一名才华横溢的画家。尽管艾丝黛拉有时很调情，甚至想要引诱芬恩，但她最终没有告诉他就去了欧洲学习。心碎的芬恩放弃了绘画，也不再去“失乐园”。
七年后，一名律师告诉芬恩，纽约市的一家画廊老板想展示他的作品。芬恩感到困惑，但同意前往。在纽约的公园，他遇到了艾丝黛拉。她正在与一位富商沃尔特交往。艾丝黛拉恢复了对芬恩的调情行为，甚至在他的公寓中一丝不挂，引发了沃尔特的嫉妒。
最终，芬恩因艾丝黛拉的闪烁其词感到沮丧，将她从沃尔特身边勾引走，两人发生了关系。她告诉芬恩，她会短暂拜访姑姑，然后回来参加芬恩的画展开幕式。然而，在开幕当晚，她并未现身。倒是乔叔叔来了，却因举止粗鲁无意中让芬恩难堪。芬恩前往艾丝黛拉在纽约的住所，希望找到她，却遇到了迪斯摩尔夫人。她透露，自己来纽约是为了参加艾丝黛拉和沃尔特的婚礼，这让芬恩非常难过。她还告诉他，艾丝黛拉利用他来让沃尔特嫉妒并愿意娶她。她意识到自己深深伤害了芬恩，感到懊悔并道歉，但为时已晚。
回到画室后，芬恩遇到了一位想见他的奇怪的留胡子男子，原来是拉斯蒂格。起初，芬恩感到难以置信，随后对他的出现感到不安。拉斯蒂格离开时的话语让芬恩意识到，自己在纽约的这段时间，真正的资助者不是富有的迪斯摩尔夫人，而是拉斯蒂格。芬恩随他一起去了地铁站。
等车时，拉斯蒂格在对面的站台看到了三个不怀好意的熟人。芬恩和拉斯蒂格设法甩掉了他们，登上了一列火车。他们以为安全了，但其中一人穿过车厢，残忍地刺伤了拉斯蒂格。在拉斯蒂格死在芬恩怀中时，他透露，自己之所以资助芬恩，是为了报答芬恩小时候对他的善举。
心碎的芬恩放下一切，去巴黎学习艺术并获得成功。他回到佛罗里达探望乔叔叔。迪斯摩尔夫人已去世，但芬恩仍然去了她的宅邸。在花园里，他似乎看到艾丝黛拉小时候的幻影。跟随这个小女孩穿过后方的码头，他找到了她的母亲，结果发现她正是艾丝黛拉。现在她已经离婚，她承认自己经常想到他，然后请求他的原谅。芬恩原谅了她，两人牵手望向大海。

## 演員
- 伊森·霍克 飾演 芬尼根·「芬恩」·貝爾（英语：Pip (Great Expectations)）
  - 傑瑞米·詹姆斯·基斯納（英语：Jeremy James Kissner） 飾演 10歲的芬恩
- 葛妮絲·派特洛 飾演 艾丝黛拉（英语：Estella (Great Expectations)）
  - 拉奎尔·博迪恩 飾演 10歲的艾丝黛拉
- 克里斯·庫柏 飾演 乔·科尔曼
- 漢克·阿扎里亞 飾演 沃尔特·普兰
- 安妮·班克羅夫特 飾演 諾拉·迪斯摩尔夫人（英语：Miss Havisham）
- 勞勃·狄尼洛 飾演 亚瑟·拉斯蒂格（英语：Abel Magwitch）
- 喬什·莫斯特爾（英语：Josh Mostel） 飾演 杰里·拉尼奥
- 金·迪肯斯 飾演 玛吉
- 尼爾·坎貝爾 飾演 埃里卡·瑟拉尔
- 加布利·曼 飾演 欧文
- 史蒂芬·史賓尼拉 飾演 卡特·麦克莱什

## 外部連結
- 官方网站
- 互联网电影数据库（IMDb）上《烈愛風雲》的资料（英文）
- 豆瓣电影上《烈愛風雲》的資料 （简体中文）